# Jost Gippert

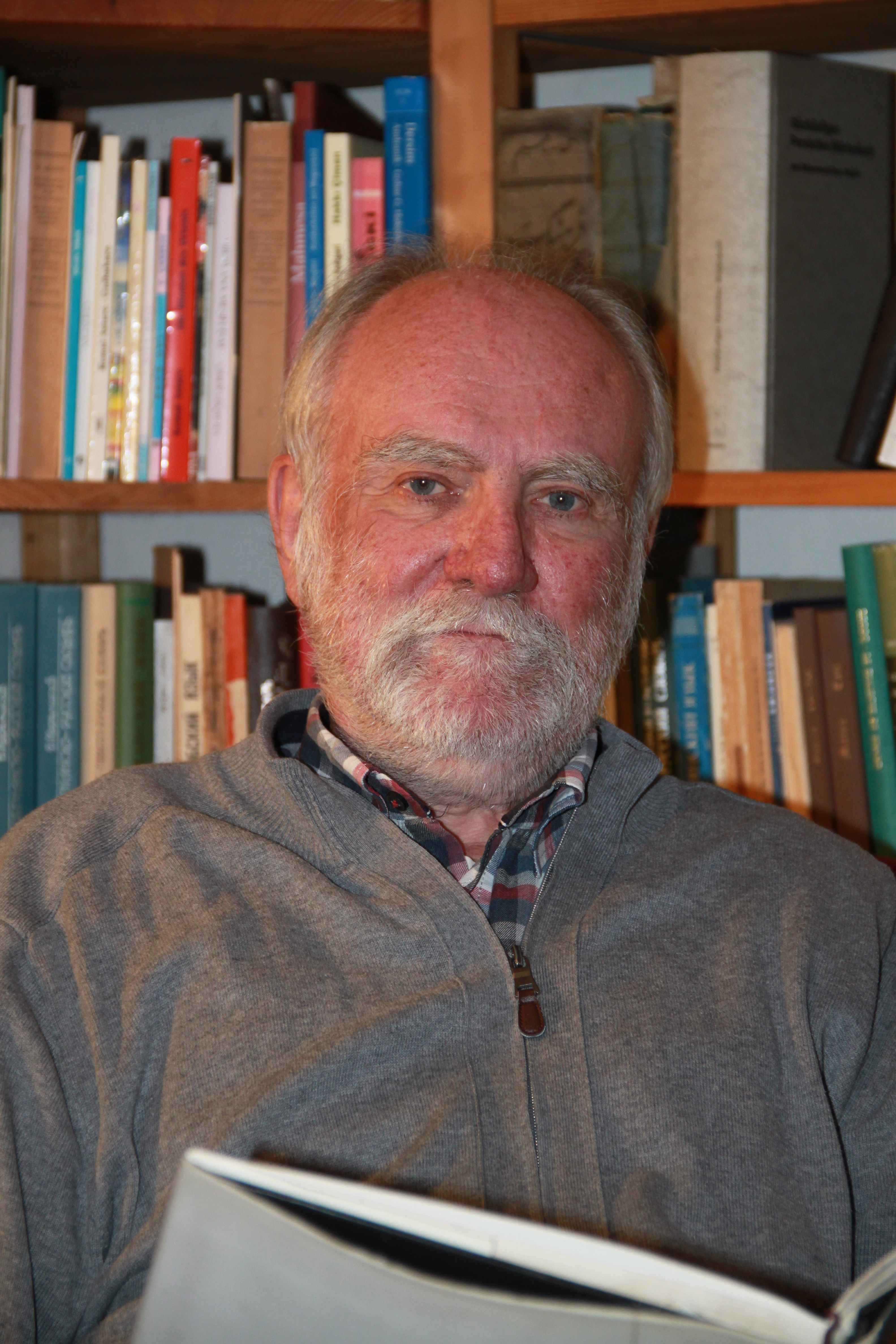
Jost Gippert

 Jost Gippert  ([ˈjoːst ˈgɪpʰɐt]; geboren 12 maart 1956 in Winz-Niederwenigern, nu Hattingen) is een Duitse taalkundige, kaukasioloog, auteur en professor in de Vergelijkende taalkunde aan het Instituut van de Empirische Taalkunde aan de Goethe Universiteit van Frankfurt.

## Professionele geschiedenis

Bernard Outtier, Jost Gippert, Winfried Boeder

In 1972 behaalde Gippert zijn diploma aan het Leibniz-Gymnasium in Essen, Duitsland. Nadat hij van 1972 tot 1977 aan de Universiteit van Marburg en de Vrije Universiteit van Berlijn vergelijkende taalwetenschap, Indologie, Japans en Chinees studeerde, kreeg hij in 1977 zijn PhD op basis van zijn werk over de syntaxis van infinitiefformaties in de Indo-Europese talen. Van 1977 tot 1990 werkte hij als onderzoeksfellow en doceerde hij aan de universiteiten van Berlijn, Wenen en Salzburg. Als onderzoeksassistent voor Aziatische Computationele Taalkunde in 1991 habiliteerde hij aan de Universiteit van Bamberg met een inaugurele dissertatie over de studie van Iraanse leenwoorden in Armeens en Georgisch.
Sinds 1994 doceert Gippert vergelijkende taalkunde aan de Goethe-Universiteit van Frankfurt. Hij is sinds 1996 lid van de Gelati Science Academy (Georgië) en sinds 2007 van het departement "Taal" aan de Berlin-Brandenburg Academie van de Wetenschappen.
In 1997 werd hij benoemd tot honorair hoogleraar aan de Soelchan-Saba Orbeliani Universiteit in Tbilisi, Georgië. In 2009 kreeg hij een eredoctoraat aan de Ivane Dzjavachisjvili Universiteit, eveneens in Tbilisi, en in 2013 aan de Sjota Roestaveli Universiteit in Batoemi, Georgië.
Sinds Gippert een professor in de vergelijkende taalkunde is geworden heeft zijn onderzoek zich voornamelijk op Indo-Europese talen, taalgeschiedenis en etymologie gericht. Verder richtte hij zich op algemene taalkundige typologie en vooral de studie van de talen van de Kaukasus. Dankzij zijn toewijding aan de talen van de Kaukasus hebben veel internationale onderzoeksprojecten plaatsgevonden onder zijn begeleiding. Zijn onderzoek richt zich op historische taalkunde, taalkundige typologie, elektronische tekstcorpora, multimedia taaldocumentatie en elektronische manuscriptanalyse.

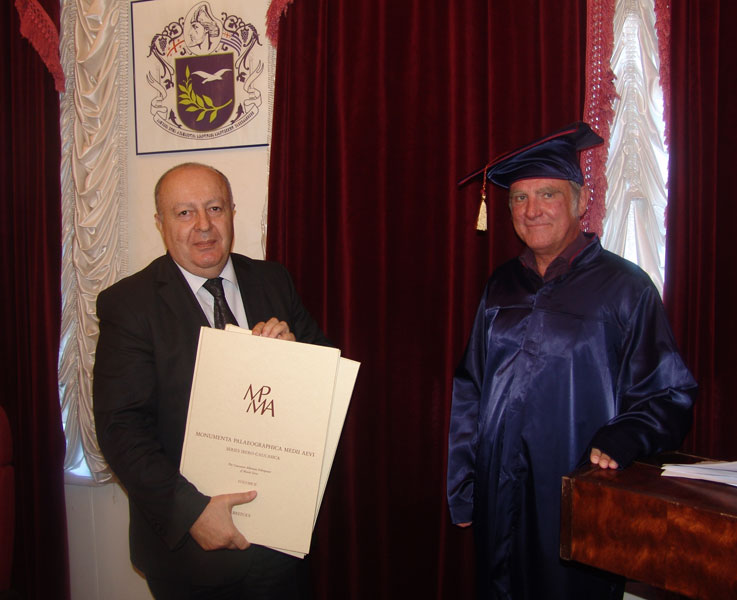
Jost Gippert, Universiteit van Batoemi, 2013

## Digital Humanities

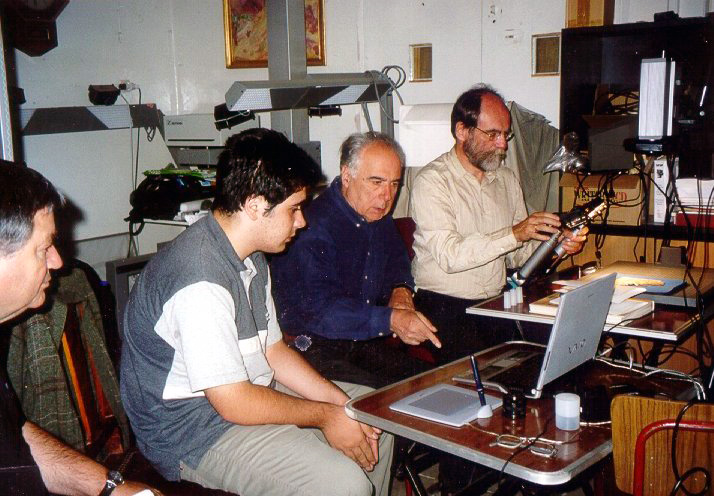
Palimpsestonderzoek op de Sinaïberg

### TITUS, ARMAZI, GNC en LOEWE
Gippert is de oprichter en leider van het TITUS-project (Thesaurus van Indo-Europese teksten en taalmaterialen). Het doel van dit in 1987 opgerichte project is de volledige toegankelijkheid van tekstueel materiaal van verschillende Indo-Europese en aangrenzende talen. In 1999 begon hij het ARMAZI-project (Caucasian Languages and Cultures: Electronic Documentation), dat als doel een uitgebreide verzameling van Kaukasisch taalkundig materiaal had. Dit project leverde het Georgian National Corpus (GNC) op. Sinds 2010 was Gippert het hoofd van het centrum "Digital Humanities in the State of Hesse: Integrated Processing and Analysis of Text-based Corpora", dat onder de unit "Federal Offensive for the Development of Scientific and Economic Excellence" (LOEWE-project) viel. Dit centrum is een samenwerking tussen de Goethe Universiteit van Frankfurt en de Technische Universiteit Darmstadt, met extra ondersteuning van het Goethe Museum in Frankfurt.

### Elektronische manuscriptanalyse
In de jaren 90 richtte Gippert zijn aandacht op Aziatische manuscripten. Het was zijn doel om aan digitaal toegankelijke projecten te werken, bijvoorbeeld de Tochaarse manuscripten van de Berlijnse Turpancollectie. Daarnaast redigeerde hij onder meer de Kaukasisch-Albanese palimpsestmanuscripten, gevonden op de Sinaïberg. In 2009 was hij een gastonderzoeker bij de onderzoeksgroep "Manuscript Cultures" bij de Universiteit van Hamburg. In de zomer van 2013 was hij wederom werkzaam aan de Universiteit van Hamburg als een Petra Kappert-fellow. Hij nam deel aan de samenstelling van de "Encyclopedia of Manuscript Cultures" en aan het handboek "Comparative Oriental Manuscript Studies".

## Activiteiten

### Een selectie van projecten
- 1995-1998 (Deutsche Forschungsgemeinschaft): Avesta and Rigveda: Electronic Analysis
- 1995-1999 (INTAS): The Georgian Verbal System
- 1999-2002 (Volkswagen Foundation, € 117.900): Caucasian Languages and Cultures: Electronic Documentation
- Sinds 2000 (DFG): Graduate School “Types of Clauses: Variation and Interpretation”
- 2002-2006 (Volkswagen Foundation, € 167.800): Endangered Caucasian Languages in Georgia
- 2003-2007 (Volkswagen Foundation): Palimpsest Manuscripts of Caucasian Provenience
- 2005-2009 (INTAS): Georgian Gospels
- 2005-2007 (Volkswagen Foundation, € 189.000): The Linguistic Situation in modern-day Georgia[5]
- 2008-2014 (DFG, € 240.000): Old German Reference Corpus
- Sinds 2008 (BMBF): German Language Resource Infrastructure
- 2009 (Volkswagen Foundation, € 400.000): Aché Documentation Project
- Sinds 2009 (DFG/NEH, € 96.000): RELISH (Rendering Endangered Languages Lexicons Interoperable Through Standards Harmonization)
- Sinds 2009 (Volkswagen Foundation): Georgian Palimpsest Manuscripts
- 2010 (Google Inc., US$ 49.600): Corpus Caucasicum
- Sinds 2011 (HMWK, € 3,792,000): LOEWE Research Unit “Digital Humanities – Integrated Processing and Analysis of Text-based Corpora”
- Sinds 2011 (Volkswagen Foundation, € 299.600): Khinalug Documentation Project
- Sinds 2011 (DFG): Relative Clauses in a Typological View
- Sinds 2012 (Volkswagen Foundation, € 390.400): Georgian National Corpus